# 阿列克謝·彼得羅維奇皇儲
阿列克謝·彼得羅維奇（俄语：Алексей Петрович Романов，1690年2月28日—1718年7月7日），俄羅斯沙皇儲，彼得大帝的長子。

## 生平
1698年，彼得大帝迫使阿列克謝的母亲葉夫多基婭皇后出家。叶夫多基娅以儿子年幼为由拒绝未果。
與父親不同，年輕的阿列克謝對於軍事沒有興趣，反而較熱衷於考古學與教會學。由於不符合彼得大帝的期望，父子兩人之間產生了裂痕。
1709年，阿列克謝於德勒斯登完成了法語、德語和數學等學業，並在那裡遇見了夏洛特·克莉絲汀，神聖羅馬帝國皇后伊麗莎白·克莉絲汀的妹妹。兩人於1711年結婚，共有1子1女：
- 娜塔莉亞·阿列克謝耶芙娜（英语：Grand Duchess Natalya Alexeyevna of Russia (1714–1728)）（1714年—1728年），早逝
- 彼得·阿列克謝耶維奇（1715年—1730年），1727年成為俄羅斯沙皇，早逝

1715年，夏洛特·克莉絲汀在兒子的誕生後不久去世。在葬禮上，彼得大帝將一封信交給阿列克謝，威脅要取消他的皇儲資格。作為回應，阿列克謝自願放棄皇位，將繼承權讓給兒子彼得。彼得大帝同意，但要求阿列克謝進入修道院，成為一名僧侶。
1716年，彼得大帝給了阿列克謝最後一次機會，要他加入軍隊。阿列克謝逃離了俄羅斯，逃到了他的連襟、神聖羅馬皇帝查理六世的宮廷。查理六世相當同情阿列克謝，安排他居住位於那不勒斯的聖埃莫堡。
彼得大帝對於阿列克謝的出逃相當憤怒，認為這是對他的汙辱。彼得大帝指派一位使者將阿列克謝帶回俄羅斯，但阿列克謝提出條件：自己不會被處罰，並且能與情婦阿芙羅西妮亞平靜地生活。1718年，阿列克謝回到俄羅斯，被迫将皇位继承权让给自己的儿子小彼得。在彼得大帝的審問下，阿列克謝供出了與他關係親密的友人，這些人隨後被彼得大帝處以極刑。阿列克谢的母亲废后叶夫多基娅也受到调查和审判，被发现并未真正出家。
最終，阿列克謝被判處死刑。然而，由於急著找出其他可能的同謀者，彼得大帝下令對阿列克謝使用鞭刑逼供。1718年7月7日（俄曆6月26日），阿列克謝死於彼得保羅要塞。叶夫多基娅也被当众处以鞭刑并关进修道院及禁止交谈。
1727年，阿列克謝的儿子彼得因是家族最后的男嗣而得以继承皇位，是为彼得二世。